# 青木真也
青木 真也（あおき しんや、1983年5月9日 - ）は、日本の男性総合格闘家、プロレスラー、柔術家。静岡県静岡市出身。パラエストラ東京/Evolve MMA所属。第8代修斗世界ウェルター級王者。第2代、第6代ONE世界ライト級王者。第2代DREAMライト級王者。
寝技や極めの技術に長け、跳関十段（とびかんじゅうだん）、バカサバイバーの異名を持つ。

## 来歴

### 幼少期
小さな工場を経営していた父の元に生まれる。幼少期は授業中も動き回ったり落ち着きのない子供であり、力も強く他の子との喧嘩も絶えなかった。それにより何度も家族が学校に呼び出されることがあったが、父は「子供ひとり言うこと聞かせられないあんたの器が小さいんだろ」と学校に啖呵を切り、「もう先生の言うことを聞かなくていいから」と青木にアドバイスした。青木は小学校高学年からはしっかりと授業を受けられるようになったが、この頃から孤立がちであった。

### 柔道との出会いから中学卒業まで
小学3年生から柔道を始めたが、学校では問題児扱いされて孤立していた青木にとって柔道に集中している時間は救いであり、青木は柔道には真剣に取り組んだ。ところが東海大第一中学時代にはレベルの差を痛感、2年生の頃には補欠に甘んじ、柔道部の顧問からは期待していないと言われた。才能も体格もない自分が強くなるには練習に打ち込むしかないと考えた青木は、並の部員の2倍練習し、部活外でクラブチームに参加して様々な指導者のエッセンスを自分に加えた。また格闘技雑誌を読み漁り、柔道では通常使わないような飛び付き腕十字などの技術も貪欲に取り入れる等、努力を重ねてレギュラーの座を得た。青木が力を付けて試合に勝つようになると顧問は手のひらを返したように期待を寄せるようになり、3年生の高校進学を控えた時期には「お前は日本代表になるかもしれない」と声を掛けた。そのまま自然な流れで高等部に内部進学することもできたが、青木はかつて自身を否定した顧問に憤りを覚え、ライバル関係にある静岡学園高校に進学した。

### 高校時代
いきなり相手に飛び付いて決め技を狙う柔道スタイルに対する批判は高校でも止まず、先生から多くの生徒に見られる中で自分の技をこき下ろされたこともあり、青木の柔道生活は背負投、内股、大外刈を得意技としなければならないとする柔道界の暗黙の了解との戦いであった。しかし高校の柔道部における柔道生活自体は顧問の先生に好きなようにやらせてもらえる快適なものであった。顧問は、バンカラ気質の器の大きい人物で、全国大会の出場権がかかった県予選で勝利した時に青木は柔道の不文律を破って派手なガッツポーズを行い、他校の指導者からの抗議を受けるが、顧問は「すまん。見ていなかった」と知らんぷりして青木をかばってくれた。

### 大学時代
早稲田大学人間科学部でも柔道部に在籍。この当時から既にさまざまな格闘技に通じ、飛びつき十字固め・腋固・スピニングチョーク・フットチョークなど、柔道においては特異な技の数々で勝利をものにしてきた。その結果全日本ジュニア強化選手となったが、競技柔道（講道館柔道）では投げ技による一本勝ちを重視する傾向があるため、青木のスタイルは講道館柔道の世界からは異端扱いをされ、結果青木はその格闘技観の違いから、「極」を重視した格闘技へと活躍の場を移すことを決意。総合格闘技にシフトするきっかけとなったのは中学・高校時代に桜庭和志が"グレイシーハンター"として強豪外国人選手を次々と破り、一気にブレイクした過程をリアルタイムで見ていたことである。大学の柔道部では反骨心を剥き出しにして、伝統を重視する指導者の意見にも耳を傾けず、上下関係を前提にして油断している先輩と組み合えばタップアウトしても緩めることなく技を極め続け、倒れ込んだ相手の手のひらを踏んづけることすらあった。柔道部で衝突を繰り返す青木をだれも制御できなくなり、監督から呼び出されてクビを宣告され、大学3年生の内に格闘家としてのプロデビューを果たした。

### 格闘技デビュー
デビュー当初は練習場所のRJJ（Real Japan Judo）やTeam ROKENを所属先としていたが、2004年10月のDEEP 16th IMPACTから中井祐樹のパラエストラ東京所属となった。なお、青木は中井からブラジリアン柔術黒帯を授けられている。
2003年11月24日、club DEEP 4thで行なわれたフューチャーキングトーナメント82 kg以下級で優勝。
2004年10月30日、DEEP 16th IMPACTで行われたウェルター級（-76 kg）トーナメント準決勝で中尾受太郎と対戦。寝技を駆使し試合を優位に進めるも、スタンドの打ち合いで左ストレートを喰らい、KO負け。
2004年11月28日、COPA reversal 2004で弘中邦佳と柔術マッチで対戦し、飛びつき十字固めで一本勝ち。フィニッシュの腕ひしぎ十字固めで弘中は右肘を脱臼した。

### 修斗時代
2005年1月29日、初参戦となった修斗でキース・ウィスニエフスキーにスタンド状態から腕ひしぎ腋固めで一本勝ち。フィニッシュの腕ひしぎ腋固めでウィスニエフスキーは左腕を骨折した。
2005年5月4日、修斗で岩瀬茂俊と対戦予定であったが、眼底検査で網膜裂孔と診断され、インターナショナル修斗コミッションよりライセンスが発行されず、欠場となった。
2005年5月28日、ADCC 2005では77 kg未満級の2回戦でマルセロ・ガッシアと対戦、バックを許し、チョークスリーパーで一本負け。翌日5月29日には無差別級の1回戦でホジャー・グレイシーと対戦し、アキレス腱固めで一本負け。
2005年6月11日、プロ柔術関西「大阪夏の陣」で渡辺直由へのリベンジに成功。試合後、セコンドについていた渡辺の師である早川光由に「次はお前だ！」と対戦要求した。
2005年7月30日、網膜裂孔が完治し修斗よりライセンスが発行され、5月に中止となった岩瀬茂俊と対戦。開始35秒右ローキックを股間に受けてしまい、反則勝ちとなった。
2005年8月20日、修斗で桜井"マッハ"速人と対戦し、判定負け。
2005年10月19日、カリフォルニア州で行なわれたヒクソン・グレイシー主催のブドーチャレンジ77 kg未満級トーナメントに参戦。決勝でキャメロン・アールに一本勝ちし優勝を果たした。
2005年11月6日、1年前に柔術マッチで対戦した弘中と修斗で再戦し、三角絞めで固めた上での鉄槌で左眉付近をカットさせ、TKO勝ち。
2005年11月20日、カンペオナート・ジャポネーズ・ジュウジュツ・アベルトのアダルト黒帯アブソルート級1回戦で、階級が下の小野瀬龍也のスパイダーガードを攻略出来ずに敗北。
2006年2月17日、修斗世界ミドル級（-76 kg）チャンピオンシップで王者菊地昭に判定勝ち、史上最短の5戦目にして世界王座獲得に成功した。試合直後にリング上でマイクを握った青木は号泣しながら修斗への感謝を語り、「俺は一生修斗しかやりません」と宣言した。また、直後のインタビューでは「PRIDEさんからも声がかかったけど、PRIDEは競技ではない。あれはイベントであり、エンターテイメントだから僕の目指す競技ではない」と発言していた（後述）。
2006年3月に大学卒業後、警察官（静岡県警）となり警察学校に入るが2か月で退職し、プロ格闘家一本へ。そして雑誌にてPRIDEへの参戦を仄めかし、後にPRIDE参戦が決定。

### PRIDE時代
2006年8月26日、PRIDE初参戦となったPRIDE 武士道 -其の十二-でジェイソン・ブラックと対戦し、三角絞めで一本勝ち。試合後、マイクを持つと「修斗第8代世界ミドル級王者の青木真也です。修斗もPRIDEも皆さんの応援がある限り、まだまだ頑張ります」とコメントした。
2006年10月14日、修斗でジョージ・ソテロポロスと対戦。足関節技を狙い続けグラウンドで支配するも、2R開始直後に相手の金的攻撃を受け試合続行不可能。反則勝ちとなった。
2006年11月5日、PRIDE 武士道 -其の十三-でギルバート・メレンデスと対戦予定だったが、メレンデスが負傷欠場。代役のクレイ・フレンチと対戦し、三角絞めで一本勝ち。試合後、リング上でマイクを握った青木は、リングサイドで腕をギプスで固定しながら観戦していたメレンデスに対して、大晦日に試合をすることを呼びかけ、メレンデスもこれに賛同したものの、同年の大晦日は青木はヨアキム・ハンセンと、メレンデスは川尻達也と対戦したため両者の対戦は実現しなかった。
2006年12月31日、PRIDE 男祭り 2006でヨアキム・ハンセンと対戦。レインボーカラーのスパッツ&マウスピースといういでたちで登場、開始早々にグラウンドに引きずり込みフットチョーク（PRIDEの公式記録はトライアングルチョーク）で一本勝ち。
2007年2月17日、修斗世界ミドル級王座防衛戦で菊地昭と再戦し、三角絞めやオモプラッタを交えた絞め技（糸通し）、関節技でグラウンドを支配するも、菊池のパウンドで若干ポイントを取られ、2-1の判定勝ちを収め初防衛に成功した。
2007年3月、DEEP GYMで自らが指導するクラスを開始させた。
2007年4月8日、PRIDE.34でブライアン・ローアンユーと対戦。ローアンユーのパウンドや膝蹴りでダメージを負うも、冷静に下から腕ひしぎ十字固めを極め一本勝ち。
2007年6月17日、グラップリング大会『DEEP X』のメインイベントでペドロ・アキーラと対戦。開始38秒、チョークスリーパーで一本勝ち。
2007年12月31日、やれんのか! 大晦日! 2007でJ.Z.カルバンと対戦予定であったが、カルバンの負傷による欠場により、代わりに参戦となった総合格闘技デビュー戦のチョン・ブギョンとメインイベントで対戦。腕ひしぎ十字固めを2度極めかけられるなど苦戦するも、パウンドで流れを引き寄せ3-0の判定勝ち。

### DREAM設立後
2008年
2008年3月15日、DREAM.1のライト級グランプリ1回戦でJ.Z.カルバンと対戦。1R序盤、カルバンがガブッた体勢から振り下ろした肘が青木の首に当たってしまう。これが反則行為である延髄への打撃と見なされ、ダメージの残る青木に3分間のインターバルが与えられるも回復せず、偶発的なアクシデントによりノーコンテストとなった。トーナメントの勝ち上がりは主催者預かりとなったが、4月4日の記者会見で没収試合に裁定変更のうえDREAM.2で再戦することが発表された。
2008年4月29日、DREAM.2でJ.Z.カルバンと仕切り直しで再戦。1Rにカルバンのパウンドを受けるもバックを奪い、2Rにも再三跳び関節を仕掛け、3-0の判定で勝利。前年の大晦日から続いた因縁に決着をつけた。
2008年6月15日、DREAM.4のライト級グランプリ2回戦で永田克彦と対戦し、マウントからのフットチョーク（アオキプラッタ）で一本勝ち。
2008年7月21日、DREAM.5のライト級グランプリ準決勝で宇野薫と対戦。終始ペースを握って次々と関節技を仕掛け、宇野の粘りに一本は奪えなかったものの3-0の判定勝ち。続く決勝ではリザーブから上がってきたヨアキム・ハンセンにパウンドでTKO負けを喫し準優勝となった。
2008年9月23日、DREAM.6ではトッド・ムーアと対戦し、裸絞めで一本勝ちを収めた。試合後にマイクを持つと、「僕が大黒柱です」「僕の前に試合をした秋山“マイケル・ジャクソン”成勲先輩！青木真也と大晦日にネバーランドでワオワオしませんか？」と秋山成勲に対戦を要求した（秋山の「韓国での自分の人気の高さはマイケル・ジャクソンに匹敵する」という発言への皮肉を込めた挑発である）。
2008年12月31日、Dynamite!! 〜勇気のチカラ2008〜でエディ・アルバレスと対戦し、踵固めで一本勝ち。試合後のマイクでは「UFCよく聞け、日本がトップだコノヤロー！」と絶叫した。この勝利により、初代WAMMA世界ライト級王座に認定された。
2009年
2009年3月8日、DREAM.7でデイビッド・ガードナーと74kg契約で対戦。1Rにグラウンド状態でガードナーが会場に向けて「ハロージャパン」と発声したスキを突きチョークスリーパーを極め一本勝ちを収めた。試合後のコメントでウェルター級グランプリへの参戦を表明した。
2009年4月5日、DREAM.8のウェルター級（-76kg）グランプリ1回戦で桜井"マッハ"速人と対戦し、開始直後にテイクダウンを奪ったもののバタフライ・スイープで体位の逆転を許し、開始27秒パウンドでKO負けを喫した。桜井からは「青木はチョン・ブギョンに2回も腕十字をとられかけている。寝技のレベルでいったらブギョンの方が上。俺はチョン・ブギョンと一緒に練習したが、全然寝技が強いとは思わなかった。青木程度の寝技は研究されると使えなくなる。結局技術が均衡したところで青木には無い体力がものをいう」と痛烈な批判を浴びた。
2009年4月29日、「DEEP M-1 CHALLENGE 3rd EDITION in JAPAN」でエメリヤーエンコ・ヒョードルとサンボ衣着用・打撃ありのスーパーエキシビションファイトを行なった。お互いに見せ場を作った後、終了間際に青木がヒョードルのアキレス腱固めにタップアウト。
2009年7月20日、DREAM.10でビトー・"シャオリン"・ヒベイロと対戦。シャオリンとの対戦が決定した際に「（柔術世界王者シャオリン相手に）思いっきり寝技で勝負します！」と宣言していたにもかかわらず、試合では寝技を避けて終始スタンドでのミドルキックや膝蹴りで攻勢となり、判定勝ち。試合後のリング上で「いやー、ムエタイって面白いでしょ？」（友人である藤原あらしの発言のオマージュ）と発言すると、会場からブーイングが起こった。また、試合後の会見では「最初から“判定上等！”でした」と発言した。
2009年10月6日、DREAM.11のライト級タイトルマッチで3度目となったヨアキム・ハンセンと対戦し、試合終了残り4秒となったところで腕ひしぎ十字固めで一本勝ちを収め王座獲得に成功し、DREAM初の日本人王者となった。
2009年12月31日、Dynamite!! 〜勇気のチカラ2009〜のDREAM vs SRC（戦極）対抗戦でSRCライト級王者・廣田瑞人との王者対決を戦い、ハンマーロックを極めるが廣田がタップアウトしなかったため、右上腕を骨折させ見込み一本勝ち。勝利後のリング上で横になったままの廣田に対し、舌を出しながら中指を立てるファックサインで侮辱し、さらに会場中に向かってファックサインをして観客を侮辱するなどなど物議を醸す結末となった。その際にはセコンド陣から「止めろ！」と即静止させられた。試合後インタビューや記者会見で青木は、「彼の意地だと思いますが、タップしないので躊躇なく折りました」と語り、フィニッシュした極め技のことを「笹原圭一プロデューサーから刺しにいけと言われたので刺したので『笹原圭一2010』です」と発言した。翌日会見では、廣田を試合後に侮辱したことに関して、笹原プロデューサーから厳重注意が与えられたことが発表された。一方で、笹原プロデューサーは、廣田の腕が折れてしまったことについては、「折れる前にレフェリーが止められたかもしれませんし、セコンドが察してタオルを投げられたかもしれません。そこはまったく青木選手を責める気はありません。廣田選手はタップの意志を示さなかったですからね」という見解を示した。この翌日会見で青木は廣田を侮辱したことについて、「昨日は試合後にちょっとエキサイトしてしまって申し訳ないという気持ちがあります」と謝罪した。
2010年
2010年1月7日、Dynamite!!での試合後の不道徳行為について、パラエストラ東京から厳重注意が与えられ、パラエストラ東京の指導スタッフから解任されたことが発表された。
同日に行なわれた記者会見でSRC（戦極）サイドは、「形式的に謝罪の弁は述べているが、誠意と謝意は微塵も感じられない言葉を重ねている。青木自身はもとより、彼をその影響下におき、煽り立て、結果としてかかる振る舞いに至らしめたと推測される関係者に対して心からの猛省を促すと共に然るべき処罰を強く求めます。少なくとも「厳重注意」「反省」といった、お手盛りの言葉とやりとりで許される類いのものでは決してない」と処罰を要求する意見書を発表した。
2010年4月17日、アメリカ合衆国で開催されたStrikeforce: NashvilleのStrikeforce世界ライト級タイトルマッチで、王者ギルバート・メレンデスに挑戦。テイクダウンを切られ続け、0-3の判定負けで王座獲得に失敗した。試合後は、メレンデスの所属チームであるシーザー・グレイシー柔術アカデミーに弟子入りを申し出、ヘッドコーチであるシーザー・グレイシーより承諾を受けたが、結局弟子入りすることはなかった。
2010年5月21日付けで2006年2月17日から保持していた（2007年2月17日以降、防衛戦を行なっていなかった）修斗世界ミドル級王座を返上した。
2010年7月10日、DREAM.15のライト級タイトルマッチで川尻達也と対戦し、1Rにアキレス腱固めで一本勝ちを収め初防衛に成功した。試合後のリング上で「私事ですが、僕は結婚します！」と結婚することを宣言した
2010年9月25日、DREAM.16でマーカス・アウレリオと対戦し、3-0の判定勝ちを収めた。試合前の煽りVTRでは結婚＆父親となったことが発表された。
2010年12月31日、Dynamite!! 〜勇気のチカラ2010〜で長島☆自演乙☆雄一郎と対戦。試合はミックスルール（1R目が3分の特別キックルール（フリーノックダウン制）、2R目が5分の総合格闘技ルール。2Rで決着がつかない場合は判定なし）で行われた。試合は、2R開始直後に青木がタックルを仕掛けた瞬間、長嶋の右跳び膝蹴りが直撃し、倒れ込んだところを鉄槌で追撃され、2RKO負け。この試合で青木は、1Rにクリンチやドロップキックを何度も行い、反則であるロープを掴む行為も行なった。この試合は解説を行った須藤元気には「バチが当たった」、魔裟斗には「逃げてちゃ勝てないですよ」と酷評された。一方で、北岡悟や菊野克紀など他の格闘家達からは、「（あのようにラウンドごとに片方が有利になるルールであるなら、）勝つための手段としてならば責められるものではない」といった旨の評価もある。
2011年
2011年4月9日、Strikeforce: Diaz vs. Daleyでライル・ビアボームと対戦し、開始1分33秒、ネッククランクで一本勝ち。2戦目にして全米初勝利を挙げた。
2011年5月29日、DREAM JAPAN GPでリッチ・クレメンティと対戦。終始グラウンドを支配し、2R2分14秒、フェイスロックで一本勝ち。当初はヴィラミー・シケリムと対戦する予定だったが、シケリムのパスポート切れで試合は消滅。その後、ジェイミー・ヴァーナーとの対戦見込みが立っていたが消滅。5月16日にアントニオ・マッキーとの対戦が決定したことが発表されるも、5月20日にマッキーの欠場が発表。最終的にクレメンティが選ばれた。非常に対戦相手選びが難航した試合だった。
2011年9月24日、DREAM.17で元WEC世界ライト級王者ロブ・マックローと対戦し、フェイスロック（DREAMの公式記録は裸絞め）で一本勝ち。
2011年12月31日、元気ですか!! 大晦日!! 2011で練習仲間であり度々「戦う事は無い」と共に明言してきた北岡悟を指名してDREAMライト級王座を賭けて対戦。全局面で圧倒し、判定勝ちを収め2度目の王座防衛に成功した。
2012年
2012年4月20日、Bellator 66でエディ・アルバレスと再戦し、アッパーでダウンを奪われるとパウンドで1RTKO負け。
2012年7月3日、自身のtwitterで東南アジアを中心に活躍するONE FCと契約を交わしたことを発表した。
2012年10月6日、ONE FC 6でアルナウド・ルポンと対戦し、1R三角絞めで一本勝ち。試合後には同大会で勝利しONE FCライト級王者となった朴光哲への挑戦をアピールした。
2012年10月18日、自身のブログでDREAMライト級王座の返上を発表した。
2012年12月7日、DREAM.18でアントニオ・マッキーと対戦することが発表。しかし、青木は以前からDREAMの大晦日興業に出場しない意志を表明しており、今回出場するにあたっても「“剥奪”されたベルトですからね。僕がDREAMのチャンピオンだったとか、そういう気持ちはないですね」「DREAM自体は過去のものだったと思っています」などといった発言をし、かつては「親」とさえ呼んでいたDREAMサイドとの溝を示した。
2012年12月31日、DREAM.18でアントニオ・マッキーと対戦。2Rに右フックをヒットさせるとマッキーがタップし、マッキーの戦意喪失によるTKO勝ちとなった。試合後のマイクアピールでは「僕とDREAMで親子喧嘩があって見苦しいことがありました。でも、俺は一生懸命やっているからみんな応援してよ！」と言った。2018年現在、全キャリア中スタンドでの打撃で決まった唯一の試合となっている。

### ONE Championship
2013年
2013年4月5日、ONE FC 8のONE世界ライト級タイトルマッチで王者・朴光哲に挑戦し、2Rにリアネイキドチョークで一本勝ちを収め王座獲得に成功した。試合後に朴が「蛇に睨まれたカエルのように動けなかった」と語ったほど一方的な青木ペースの試合であった。
2013年10月18日、ONE FC 11でコディ・スティーブンスとフェザー級契約で対戦し、判定勝ち。
2013年11月、UFCからシンガポールで開催されるUFC Fight Night 34への出場オファーを受けるも金銭面の不満から断念した。
2013年12月24日、第2子が誕生。
2013年12月31日、INOKI BOM-BA-YE 2013のMMAライト級ワンマッチにてTOSHIと対戦し、開始49秒で腕ひしぎ三角固め（IGFの公式記録は三角絞め）で一本勝ち。TOSHIの戦績は11勝9敗で青木との実力差は明確だったが、TOSHIの師である桜井"マッハ"速人はこの試合が青木の指名による成立であると発言した。
2014年
2014年8月29日、ONE FC 19のONE世界ライト級タイトルマッチで挑戦者のカマル・シャロルスと対戦し、リアネイキドチョークで一本勝ちを収め初防衛に成功した。
2014年12月31日、INOKI BOM-BA-YE 2014で山本勇気と対戦し、ツイスター（IGFの公式記録は変形ネックロック）で一本勝ち。
2015年
2015年5月22日、ONE Championship 27のONE世界ライト級タイトルマッチで挑戦者の安藤晃司と対戦し、3-0の判定勝ちを収め2度目の防衛に成功した。

### RIZIN
2015年12月29日、RIZIN FIGHTING WORLD GRAND-PRIX 2015 さいたま3DAYSに出場。桜庭和志と対戦し、1Rにバックマウントの体勢からパウンドを打ち続け、桜庭陣営からのタオル投入でTKO勝ちを収めた。

### ONE Championship
2016年
2016年11月11日、ONE Championship 49のONE世界ライト級タイトルマッチで挑戦者のエドゥアルド・フォラヤンと対戦。試合を優勢に進めていたが、3Rにグラウンド状態で膝蹴りを頭部に受けパウンドでTKO負け。3度目の防衛に失敗して王座から陥落した。
2019年
2019年3月31日、ONE Championship :A NEW ERAのONEライト級タイトルマッチで、エドゥアルド・フォラヤンと再戦。打撃で互角の展開からテイクダウンすると肩固めでフォラヤンを絞め落とし1R一本勝ち。リベンジを達成すると共に、再びONEライト級王者となった。
2019年5月17日、ONE Championship 96: Enter the DragonのONE世界ライト級タイトルマッチで挑戦者のクリスチャン・リーと対戦。1Rは青木がグラウンド状態でリーに何もさせず圧倒し続けたが、2Rにパンチでダウンを奪われ逆転TKO負け。王座防衛に失敗した。
2020年
2020年9月11日、Road to ONE 3rd Tokyo Fight Nightで江藤公洋と対戦し、3R判定勝ちを収めた。試合後、青木はケージの中で「俺が試合したいのは5年ぶりにさいたまスーパーアリーナで試合がしてえんだよ！この意味分かるか？ 青木真也が人生懸けて、存在懸けてこの想いを伝えているんだよ！」と叫び、RIZIN出場アピールとも取れるマイクパフォーマンスを行った。直後のインタビューでは「話題作らないとね。一番インターネットがザワザワする言葉でしょ。日本ではONEよりRIZINの方が大きいから、話題になるでしょ。」と火消しのような発言をしたが、青木はその後も、試合を組まないONEに対して怒りの言葉と共に契約解除を要求。「練習相手がRIZINで試合があるので羨ましい。僕は（ONEで）試合が組まれないので、これは飼い殺しなの!?と疑心暗鬼になっているような状況」「いいから試合組んで。俺には時間が無い。早く次のことをしたい。」「ONEを盛り上げようとかそんな気持ちは一切無いです。そのくらいの溝はできてしまった。」などと、TwitterやnoteでONEに対して不満の声を上げ続けた。
2022年
2022年3月26日、ONE Championship: ONE Xで秋山成勲とライト級契約で対戦。1Rにスタンドバックの体制から足で4の字ロックを組みチョークを狙い続けるも耐えられ、2Rに右ストレートをうけて動きの落ちたところをパンチを連打され、崩れたところを更にパウンドで追撃されて、TKO負けを喫した。
2024年
2024年1月28日、ONE 165に出場し、セージ・ノースカットと対戦予定だったが、ノースカットがコーチのビザ問題により試合当日に欠場。ノースカットは「ONEは不測の事態で俺が欠場したと発表したがそれは完全に間違っている。ビザのこともONEが我々に対して事前に言っていたことが全然違った。ONEの舞台裏や試合を辞退した理由などもいずれSNSやメディアで話すつもりだ」という内容の文章をSNSに投稿して、過去のことも含めて様々なことでONEとトラブルになっていたことを明かした。青木はその影響を受けて、急遽試合の数時間前に、観客席で試合を見る予定だった2階級下（約10kg下）のジョン・リネカーとの対戦となった。試合は、リネカーに何もさせず、1Rにリアネイキッドチョークで一本勝ちした。
2025年
2025年3月23日、ONE 172でエドゥアルド・フォラヤンとラバーマッチで再戦し、1Rに腕ひしぎ十字固めで一本勝ちした。

### グラップリング
2013年6月9日、ロサンゼルスで開催された「Metamoris 2」でクロン・グレイシーと対戦し、ギロチンチョークで一本負け。
2016年8月13日、マカオのザ・ベネチアン・マカオで開催された「ONE GRAPPLING HCALLENGE MACAO」に出場し、2回戦でブルーノ・バルボーサに反則負けで敗れた。
2017年5月26日、シンガポールのシンガポール・インドア・スタジアムで開催された「ONE 55」でゲイリー・トノンと対戦し、ヒールホールドで一本負け。

### 柔術
2016年8月27日、韓国でチョイ・ワンチョイと対戦し、引き分ける。

### プロレス
2014年4月27日、「パキスタン・ジャパンフレンドシップフェスティバル」のIGF提供試合にてプロレスラーとして澤田敦士と対戦してプロレスデビュー。試合後には「プロレスでも総合格闘技でも要望のある方で戦う」と語った。
2015年2月20日、IGFのGENOME32でケンドー・カシンと対戦し、体固めで敗れた。
2016年5月29日、IGFのGENOME36で鈴川真一とタッグを組み、崔領二＆不動力也組と対戦するが、鈴川が相手チームに攻撃されても救出する動きを見せず。また、自身は攻撃を受けず、コーナー最上段に腰掛けて場外乱闘を傍観するなど無気力ファイトを見せた。そして試合後には「お粗末。今まで生きてきた中で一番苦痛な時間だった。金がほしくて試合をしているわけじゃない。やりたいことをやっているわけだから」「今後はIGFに限らず、自分が情熱を燃やせる舞台に立ってみたい」とIGF離脱を示唆した。
2016年6月19日、新日本プロレス・大阪城ホール大会を木谷高明オーナーの隣で観戦。かねてから新日本プロレス出場を熱望していた青木だったが、木谷オーナーは「あくまで最終判断は現場に任せます。」として判断を現場に委ね、青木は新日本プロレス出場を果たせなかった。
2017年4月5日、IGFの新ブランド「NEW」の旗揚げ大会「NEWオープニングシリーズ後楽園大会」で藤原喜明と対戦し、時間切れ引き分け。
2018年よりDDTプロレスリングに参戦。

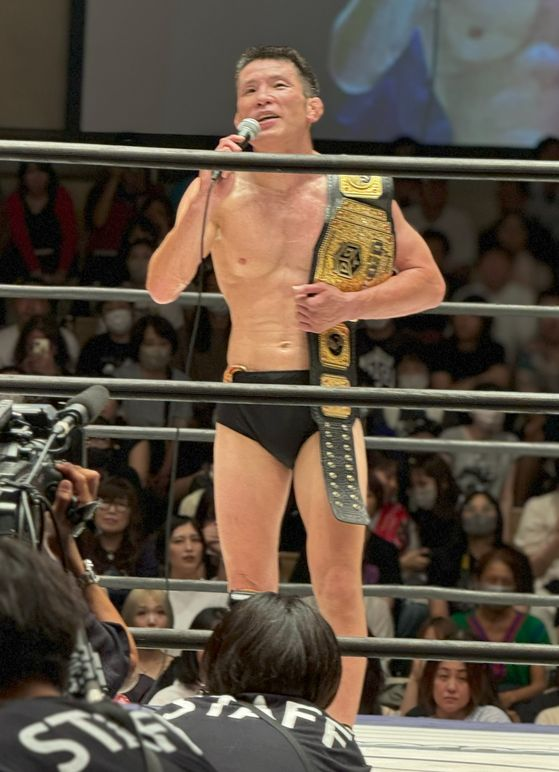
2024.8.25 DDTプロレス
KO-D無差別級王座奪取

2018年10月28日、DDT・後楽園ホール大会にて第41代DDT EXTREAME級王者 HARASHIMAと対戦。王座を奪取。
2019年1月3日、DDT・後楽園ホール大会にて挑戦者タノムサク鳥羽と対戦。初防衛に成功。
2021年大晦日、日本武道館で開催の『ももいろ歌合戦』（BS日テレ・ニッポン放送・ABEMAなどが生中継）にて、大仁田厚と「ノーロープ電流爆破デスマッチ」にて対戦。
2024年8月25日、DDT・後楽園ホール大会にて上野勇希とのKO-D無差別級王座選手権試合に勝利、第83代王者となる。

## 戦績

### 総合格闘技
| 総合格闘技 戦績 | 総合格闘技 戦績 | 総合格闘技 戦績 | 総合格闘技 戦績 | 総合格闘技 戦績 | 総合格闘技 戦績 | 総合格闘技 戦績 |
| --------------- | --------------- | --------------- | --------------- | --------------- | --------------- | --------------- |
| 62 試合         | (T)KO           | 一本            | 判定            | その他          | 引き分け        | 無効試合        |
| 50 勝           | 4               | 32              | 11              | 3               | 0               | 1               |
| 11 敗           | 9               | 0               | 2               | 0               | 0               | 1               |

| 勝敗 | 対戦相手                       | 試合結果                               | 大会名                                                                                      | 開催年月日     |
| ○    | エドゥアルド・フォラヤン       | 1R 0:53 腕ひしぎ十字固め               | ONE 172: Takeru vs. Rodtang                                                                 | 2025年3月23日  |
| ○    | ジョン・リネカー               | 1R 2:01 リアネイキドチョーク           | ONE 165: Superlek vs. Takeru                                                                | 2024年1月28日  |
| ×    | サイード・イザガクマエフ       | 1R 1:26 TKO（パウンド）                | ONE 163: Akimoto vs. Petchtanong                                                            | 2022年11月19日 |
| ×    | 秋山成勲                       | 2R 1:50 TKO（パウンド）                | ONE Championship: ONE X                                                                     | 2022年3月26日  |
| ○    | エドゥアルド・フォラヤン       | 1R 4:20 腕ひしぎ十字固め               | ONE Championship: ONE on TNT 4                                                              | 2021年4月28日  |
| ○    | ジェームズ・ナカシマ           | 1R 2:42 リアネイキドチョーク           | ONE Championship 126: Unbreakable                                                           | 2021年1月22日  |
| ○    | 江藤公洋                       | 5分3R終了 判定3-0                      | Road to ONE 3rd Tokyo Fight Night                                                           | 2020年9月11日  |
| ○    | ホノリオ・バナリオ             | 1R 0:54 ダースチョーク                 | ONE Championship: Century Part 2                                                            | 2019年10月13日 |
| ×    | クリスチャン・リー             | 2R 0:51 TKO（パンチ連打）              | ONE Championship 96: Enter the Dragon 【ONE世界ライト級タイトルマッチ】                     | 2019年5月17日  |
| ○    | エドゥアルド・フォラヤン       | 1R 2:13 肩固め                         | ONE Championship :A NEW ERA 【ONE世界ライト級タイトルマッチ】                               | 2019年3月31日  |
| ○    | イブ・タン                     | 1R 0:57 肩固め                         | ONE Championship 80: Kingdom of Heroes                                                      | 2018年10月6日  |
| ○    | シャノン・ウィラチャイ         | 1R 2:16 TKO（ドクターストップ）        | ONE Championship : REIGN OF KINGS                                                           | 2018年7月27日  |
| ○    | ラスール・ヤキャエフ           | 1R 3:15 トライアングルチョーク         | ONE Championship 73: Unstoppable Dreams                                                     | 2018年5月18日  |
| ×    | ベン・アスクレン               | 1R 0:57 TKO（パウンド）                | ONE Championship 65: Immoral Pursuit 【ONE世界ウェルター級タイトルマッチ】                  | 2017年11月24日 |
| ×    | エドゥアルド・フォラヤン       | 3R 0:41 TKO（右跳び膝蹴り→パウンド）   | ONE Championship 49: Defending Honor 【ONE世界ライト級タイトルマッチ】                      | 2016年11月11日 |
| ○    | 桜庭和志                       | 1R 5:56 TKO（タオル投入）              | RIZIN FIGHTING WORLD GRAND-PRIX 2015 さいたま3DAYS                                          | 2015年12月29日 |
| ○    | 安藤晃司                       | 5分5R終了 判定3-0                      | ONE Championship 27: Warrior's Quest 【ONE世界ライト級タイトルマッチ】                      | 2015年5月22日  |
| ○    | 山本勇気                       | 1R 1:21 ツイスター                     | INOKI BOM-BA-YE 2014                                                                        | 2014年12月31日 |
| ○    | カマル・シャロルス             | 1R 2:15 リアネイキドチョーク           | ONE FC 19: Reign of Champions 【ONE FC世界ライト級タイトルマッチ】                          | 2014年8月29日  |
| ○    | TOSHI                          | 1R 0:49 腕ひしぎ三角固め               | INOKI BOM-BA-YE 2013                                                                        | 2013年12月31日 |
| ○    | コディ・スティーブンス         | 5分3R終了 判定3-0                      | ONE FC 11: Total Domination                                                                 | 2013年10月18日 |
| ○    | 朴光哲                         | 2R 2:01 リアネイキドチョーク           | ONE FC 8: Kings and Champions 【ONE FC世界ライト級タイトルマッチ】                          | 2013年4月5日   |
| ○    | アントニオ・マッキー           | 2R 0:24 TKO（ギブアップ）              | DREAM.18 & GLORY 4 〜大晦日 SPECIAL 2012〜                                                  | 2012年12月31日 |
| ○    | アルナウド・ルポン             | 1R 1:25 三角絞め                       | ONE FC 6: Rise of Kings                                                                     | 2012年10月6日  |
| ×    | エディ・アルバレス             | 1R 2:14 TKO（右アッパー→パウンド）     | Bellator 66                                                                                 | 2012年4月20日  |
| ○    | 北岡悟                         | 5分5R終了 判定3-0                      | 元気ですか!! 大晦日!! 2011 【DREAMライト級タイトルマッチ】                                  | 2011年12月31日 |
| ○    | ロブ・マックロー               | 1R 4:57 裸絞め                         | DREAM.17                                                                                    | 2011年9月24日  |
| ○    | リッチ・クレメンティ           | 2R 2:17 フェイスロック                 | DREAM JAPAN GP -2011バンタム級日本トーナメント-                                             | 2011年5月29日  |
| ○    | ライル・ビアボーム             | 1R 1:33 ネッククランク                 | Strikeforce: Diaz vs. Daley                                                                 | 2011年4月9日   |
| ○    | ヨックタイ・シスオー           | 1R 1:00 アームロック                   | DEEP 50 IMPACT 〜10年目の奇跡〜                                                             | 2010年10月25日 |
| ○    | マーカス・アウレリオ           | 2R（10分/5分）終了 判定3-0             | DREAM.16                                                                                    | 2010年9月25日  |
| ○    | 川尻達也                       | 1R 1:53 アキレス腱固め                 | DREAM.15 【DREAMライト級タイトルマッチ】                                                    | 2010年7月10日  |
| ×    | ギルバート・メレンデス         | 5分5R終了 判定0-3                      | Strikeforce: Nashville 【Strikeforce世界ライト級タイトルマッチ】                            | 2010年4月17日  |
| ○    | 廣田瑞人                       | 1R 2:17 ハンマーロック                 | Dynamite!! 〜勇気のチカラ2009〜                                                             | 2009年12月31日 |
| ○    | ヨアキム・ハンセン             | 2R 4:56 腕ひしぎ十字固め               | DREAM.11 フェザー級グランプリ2009 決勝戦 【DREAMライト級タイトルマッチ】                    | 2009年10月6日  |
| ○    | ビトー・"シャオリン"・ヒベイロ | 2R（10分/5分）終了 判定3-0             | DREAM.10 ウェルター級グランプリ2009 決勝戦                                                  | 2009年7月20日  |
| ×    | 桜井"マッハ"速人               | 1R 0:27 KO（パウンド）                 | DREAM.8 ウェルター級グランプリ2009 開幕戦 【ウェルター級グランプリ 1回戦】                  | 2009年4月5日   |
| ○    | デイビッド・ガードナー         | 1R 5:58 チョークスリーパー             | DREAM.7 フェザー級グランプリ2009 開幕戦                                                     | 2009年3月8日   |
| ○    | エディ・アルバレス             | 1R 1:32 ヒールホールド                 | Dynamite!! 〜勇気のチカラ2008〜                                                             | 2008年12月31日 |
| ○    | トッド・ムーア                 | 1R 1:10 裸絞め                         | DREAM.6 ミドル級グランプリ2008 決勝戦                                                       | 2008年9月23日  |
| ×    | ヨアキム・ハンセン             | 1R 4:19 TKO（パウンド）                | DREAM.5 ライト級グランプリ2008 決勝戦 【ライト級グランプリ 決勝】                           | 2008年7月21日  |
| ○    | 宇野薫                         | 2R（10分/5分）終了 判定3-0             | DREAM.5 ライト級グランプリ2008 決勝戦 【ライト級グランプリ 準決勝】                         | 2008年7月21日  |
| ○    | 永田克彦                       | 1R 5:12 フットチョーク                 | DREAM.4 ミドル級グランプリ2008 2nd ROUND 【ライト級グランプリ 2回戦】                       | 2008年6月15日  |
| ○    | J.Z.カルバン                   | 2R（10分/5分）終了 判定3-0             | DREAM.2 ミドル級グランプリ2008 開幕戦 【ライト級グランプリ 1回戦】                          | 2008年4月29日  |
| －   | J.Z.カルバン                   | 1R 3:46 ノーコンテスト（偶発的な反則） | DREAM.1 ライト級グランプリ2008 開幕戦 【ライト級グランプリ 1回戦】                          | 2008年3月15日  |
| ○    | チョン・ブギョン               | 2R（10分/5分）終了 判定3-0             | やれんのか! 大晦日! 2007                                                                    | 2007年12月31日 |
| ○    | ブライアン・ローアンユー       | 1R 1:33 腕ひしぎ十字固め               | PRIDE.34                                                                                    | 2007年4月8日   |
| ○    | 菊地昭                         | 5分3R終了 判定2-1                      | 修斗 BACK TO OUR ROOTS 01 【修斗世界ミドル級チャンピオンシップ】                            | 2007年2月17日  |
| ○    | ヨアキム・ハンセン             | 1R 2:04 フットチョーク                 | PRIDE 男祭り 2006 -FUMETSU-                                                                 | 2006年12月31日 |
| ○    | クレイ・フレンチ               | 1R 3:57 三角絞め                       | PRIDE 武士道 -其の十三-                                                                     | 2006年11月5日  |
| ○    | ジョージ・ソテロポロス         | 2R 0:05 反則失格（ローブロー）         | 修斗                                                                                        | 2006年10月14日 |
| ○    | ジェイソン・ブラック           | 1R 1:58 三角絞め                       | PRIDE 武士道 -其の十二-                                                                     | 2006年8月26日  |
| ○    | 菊地昭                         | 5分3R終了 判定3-0                      | 修斗 SHOOTO The Victory of The Truth 【修斗世界ミドル級チャンピオンシップ】                 | 2006年2月17日  |
| ○    | 弘中邦佳                       | 1R 2:10 TKO（左眉のカット）            | 修斗                                                                                        | 2005年11月6日  |
| ×    | 桜井"マッハ"速人               | 5分3R終了 判定0-3                      | 修斗 ALIVE ROAD                                                                             | 2005年8月20日  |
| ○    | 岩瀬茂俊                       | 1R 0:35 反則失格（ローブロー）         | 修斗                                                                                        | 2005年7月30日  |
| ○    | キース・ウィスニエフスキー     | 1R 2:22 腕ひしぎ腋固め                 | 修斗                                                                                        | 2005年1月29日  |
| ×    | 中尾受太郎                     | 1R 4:29 KO（左ストレート）             | DEEP 16th IMPACT 【ウェルター級トーナメント 準決勝】                                        | 2004年10月30日 |
| ○    | 池本誠知                       | 2R 0:52 腕ひしぎ十字固め               | DEEP 15th IMPACT 【ウェルター級トーナメント 1回戦】                                         | 2004年7月3日   |
| ○    | 佐藤隆平                       | 不戦勝（棄権）                         | club DEEP 4th in 西調布格闘技アリーナ 【フューチャーキングトーナメント 82 kg以下級 決勝】   | 2003年11月24日 |
| ○    | 龍保利                         | 1R 0:51 腕ひしぎ十字固め               | club DEEP 4th in 西調布格闘技アリーナ 【フューチャーキングトーナメント 82 kg以下級 準決勝】 | 2003年11月24日 |
| ○    | 沖村大                         | 1R 3:14 腕ひしぎ十字固め               | club DEEP 4th in 西調布格闘技アリーナ 【フューチャーキングトーナメント 82 kg以下級 1回戦】  | 2003年11月24日 |

### ミックスルール
| 勝敗 | 対戦相手           | 試合結果                        | 大会名                                                                                | 開催年月日     |
| ×    | 長島☆自演乙☆雄一郎 | 2R 0:04 KO（右膝蹴り→パウンド） | Dynamite!! 〜勇気のチカラ2010〜 【DREAM特別ルール（1R キックルール/2R DREAMルール）】 | 2010年12月31日 |

### グラップリング
| 勝敗 | 対戦相手                 | 試合結果                    | 大会名                                   | 開催年月日     |
| ×    | マイキー・ムスメシ       | 1R 3:05 アオキロック        | ONE Fight Night 15                       | 2023年10月07日 |
| ×    | ケイド・ルオトロ         | 10分1R終了 判定負け         | ONE 157: Petchmorakot vs Vienot          | 2022年5月20日  |
| △    | キャプテン☆アフリカ      | 10分1R終了 時間切れ         | Road to ONE: 5th Sexyama Edition         | 2021年10月5日  |
| △    | 世羅智茂                 | 10分1R終了                  | Road to ONE:2nd                          | 2020年4月17日  |
| ○    | マラット・ガフロフ       | 1R 12:22 チョークスリーパー | ONE: KINGS OF COURAGE                    | 2018年1月20日  |
| ×    | ゲイリー・トノン         | ヒールホールド              | ONE 55                                   | 2017年5月26日  |
| ×    | ブルーノ・バルボーサ     | 反則負け                    | ONE GRAPPLING HCALLENGE MACAO            | 2016年8月13日  |
| ×    | クロン・グレイシー       | ギロチンチョーク            | Metamoris 2                              | 2013年6月9日   |
| ○    | ペドロ・アキーラ         | 1R 0:38 チョークスリーパー  | DEEP X 2007                              | 2007年6月17日  |
| ○    | キャメロン・アール       | アキレス腱固め              | ブドーチャレンジ 【77 kg未満級 決勝】    | 2006年5月26日  |
| ○    | アリ・アブデルアジズ     | 跳びつき腕ひしぎ十字固め    | ブドーチャレンジ 【77 kg未満級 1回戦】   | 2006年5月26日  |
| ○    | 鶴屋浩                   | 2R 1:04 フットチョーク      | 修斗                                     | 2006年3月24日  |
| ×    | ホジャー・グレイシー     | アキレス腱固め              | ADCC 2005 【無差別級 1回戦】             | 2005年5月29日  |
| ×    | マルセロ・ガッシア       | チョークスリーパー          | ADCC 2005 【77 kg未満級 準々決勝】       | 2005年5月28日  |
| ○    | マルコス・アヴェラン     | ポイント                    | ADCC 2005 【77 kg未満級 1回戦】          | 2005年5月28日  |
| ○    | 藤原正人                 | 腕ひしぎ十字固め            | ADCC 2005日本予選 【77 kg未満級 決勝】   | 2005年3月20日  |
| ○    | マテウス・イリエ・ネキオ | ヒールホールド              | ADCC 2005日本予選 【77 kg未満級 準決勝】 | 2005年3月20日  |
| ○    | 西内太志朗               | スピニングチョーク          | ADCC 2005日本予選 【77 kg未満級 2回戦】  | 2005年3月20日  |
| ○    | チョン・チャニョル       | ポイント                    | ADCC 2005日本予選 【77 kg未満級 1回戦】  | 2005年3月20日  |

### 柔術
| 勝敗 | 対戦相手                 | 試合結果                              | 大会名                                              | 開催年月日     |
| △    | チョイ・ワンチョイ       | 10分終了 引き分け                     | SPYDER INVITATIONAL BJJ CHAMPIONSHIP FINAL          | 2016年8月27日  |
| ○    | マルコス・ヨシオ・ソウザ | 10分終了 ポイント2-0                  | PRO JIU-JITSU X Grand Prix 2006                     | 2006年3月18日  |
| ○    | 渡辺直由                 | 10分終了 ポイント5-0                  | プロ柔術関西「大阪夏の陣」 【アダルト黒帯メジオ級】 | 2005年6月11日  |
| ○    | 弘中邦佳                 | 3:17 跳びつき腕ひしぎ十字固め         | COPA reversal 2004 〜FESTA DO JIU-JITSU〜           | 2004年11月28日 |
| ×    | 渡辺直由                 | 8分終了 ポイント0-8 アドバンテージ1-1 | プロ柔術GroundImpact 〜Gi-05〜 昼の部               | 2004年9月19日  |

## 獲得タイトル

### MMA
- 全日本サンボ選手権 男子シニア82 kg級 3位（2003年）
- DEEPフューチャーキングトーナメント 82 kg以下級 優勝（2003年）
- 全国体育系学生体重別選手権 81 kg級 優勝（2003年）
- イサミ杯 優勝（2004年）
- 全日本ブラジリアン柔術オープントーナメント 優勝（2004年）
- 何気杯 優勝（2004年）
- 全日本サンボ選手権大会 男子シニア82 kg級 優勝（2004年）[62]
- 全日本ブラジリアン柔術選手権大会 アブソリュート級 優勝（2004年）
- ブラジリアン柔術コパアクシス紫帯メジオ級 優勝（2004年）
- ADCC 2005日本予選 77 kg未満級 優勝（2005年）
- ブドーチャレンジ 77 kg未満級 優勝（2005年）
- 第8代修斗世界ミドル級王座（2006年）
- 初代WAMMA世界ライト級王座（2008年）
- 第2代DREAMライト級王座（2009年）
- 第2代ONE世界ライト級王座（2013年）
- 第6代ONE世界ライト級王座（2019年）

### プロレス
DDTプロレスリング
- 第83代KO-D無差別級王座
- 第50代KO-D6人タッグ王座
- 第3代KO-D8人タッグ王座
- 第8代KO-D10人タッグ王座
- 第42代、第48代DDT EXTREME級王座
- 第1341代アイアンマンヘビーメタル級王座

## 表彰
- SHERDOG サブミッション・オブ・ザ・イヤー（2006年）

## 人物・エピソード
- 寝技に対する拘りは強く、「今の総合格闘技界は打撃偏重だからこそ、俺は寝技に拘る」と語っており、打撃によるKOが本人の意思とは関係なく起こるのと比べて、関節技や絞め技による一本勝ちは相手に自らの意思でタップさせることにより怪我のリスクを少なく、屈服させることが出来るので芸術的と語っている。しかし、「相手も僕を殺す気で殴りに来るので僕も躊躇なく骨を折りにいく」とも語っており、実際に相手選手を骨折に追い込んだこともある。自身の（総合格闘技における）寝技の技術は世界一でアントニオ・ホドリゴ・ノゲイラよりも自分のほうが上である、という発言もしている。
- 自他共に認める格闘技おたくで、近代柔道やレスリング、サンボのテクニック解説本を小学校3年生の時から収集していた。また、ムエタイに関するマニアックな知識をインタビューなどで度々披露している。
- 物欲が全く無く、独身時代はテレビもパソコンも無い家賃4万8千円の6畳1Kのアパートに住んでいたが、交際していた女性と同棲生活を始めてからは、テレビぐらいは見るようになった。トロフィーや賞状も要らないと話している[63]。
- ファイトマネーを稼ぐようになっても、質素な生活を変えていない。コーヒーショップに行くときはクーポンを使い、試合を終えた後の食事も支給された残り物の弁当で済ます[64]。
- 練習を共にしている北岡悟や今成正和とは親交が深く、お互いにセコンドに付くこともある。
- 秋山成勲を激しく嫌っていると見受けられる発言を多くしており、体重差を無視して秋山に対戦を要求したが拒否された。
- かつては「DREAMの大黒柱」を自称し、DREAMと日本の格闘技界への愛着を語っていた。
- 世界最高峰のUFCへの参戦をファンから望まれていたが、金銭を始め様々な条件が障害となりUFCと契約する事を断念している[65][66]。青木はUFCと契約しない事に関して「人と同じキャリアを送りたくない。UFCと契約してしまうと自分のキャリアはUFCの作るキャリアになってしまう。『青木真也』が選択する『青木真也』オリジナルのキャリアを生みたい」と語っている[67]。また、2013年には「UFCに出ている選手が日本で一番でない事に問題があって、自分以外に日本一の選手が出てきてくれれば自分がこんなに批判される事はない」といった趣旨の発言をしている[68]。
- UFC参戦について、2009年頃は「僕は彼らと勝負しても十分に勝てるレベルにいると思うし。正直、僕はあと2年あれば総合格闘家としてジョルジュ・サンピエールやBJ・ペンと同じ領域にいけると思っています。」と発言していた[69]。
- 2013年の大晦日からプロレス色の強いIGFに参戦するようになるが、2014年に自身のIGF参戦について「彼ら（大晦日に青木にオファーを出したDEEP）は競技をやりたいでしょうが、僕は競技をやりたくない。彼らには彼らの価値観、僕には僕の価値観がある」と語った[70]。
- 2016年9月28日に『空気を読んではいけない』を出版。青木自身がtwitterで場所を告知して、集まったファンにサインをした本を路上で売り歩くゲリラ的な販促活動を行う。初版8千部を売り、重版2万部が決まった[71]。
- お笑い芸人のハリウッドザコシショウは母親同士が姉妹である従兄弟だが[72]、青木自身はTwitterで「ハリウッドザコシショウというお笑いの芸人さんが僕の従兄弟でして。。。そのネタ見たら衝撃でした。…びっくりするほどつまらないです」とコメントを残している[73]。
- ボクシングの亀田一家を稼げるプロ格闘家として純粋に一目置いており、亀田一家のおかげでスポットライトを浴びたボクサーもいると指摘している[74]。
- 判定に関しては「勝てば幸運、負けたら自分のせい」と割り切っている。そのため、青木は試合において勝負をジャッジなど他人に委ねることなく勝ち切ることを心がけている[75]。
- ハイパーリカバリーが流行していた頃も、青木は減量の限界は3,4kgであるという考えを崩さなかった[76]。

## ロングスパッツの着用
総合格闘技の試合時に、ロングスパッツの着用が世界的に許可されなくなる中で、青木や盟友である北岡悟は、ロングスパッツを着用して試合に臨んでいたため、ロングスパッツが試合に影響を与えているのでは、として2006年末頃から主にインターネット上で着用の是非が議論の的となった。これについて青木自身は「寝技の時に相手や自分の汗で滑りやすくなることがあるので、それを防ぐために着ている」と語っていた。
2010年7月10日のDREAM.15の川尻戦では、ロングスパッツでは無く普通のトランクスを着用し、アキレス腱固めで一本勝ち。川尻戦後、自身のTwitter上で「スパッツにウダウダ言ってたやつ合掌！」と発言した。

## 秋山成勲との因縁
2008年9月、DREAM.6 ミドル級グランプリ2008 決勝戦のトッド・ムーア戦勝利後リング上で「秋山“マイケル・ジャクソン”成勲先輩、この大黒柱と試合をしませんか？」と対戦を呼びかけ、翌日の会見でも「やらせてもらえるんであれば、僕は正々堂々と戦います」と対戦をアピールした。しかし会見に同席していた秋山は「正直に言わせてもらうと、興味ないです。今は吉田（秀彦）先輩にしか目は行ってないので、そっちのほうに集中したい。（吉田戦を）やることに意味があると思っているんで」と眼中にないと返答。その後、秋山はUFC、青木はONE Championshipに主戦場を移し、対戦は実現不可能となっていた。
しかし、2019年から秋山がONE Championshipに移籍。青木は2021年4月28日のエドゥアルド・フォラヤン戦勝利後インタビューにおいて「いま日本の放送席にいる秋山、秋山！ 適当なことやってんじゃねえよ、試合で穴空けたこと分かってんだろ？　次はお前だ、首洗って待っとけ」と解説を務める秋山に対戦要求し、秋山も「実現できることを願っています」と対戦に前向きな返答をした。
また、2021年10月のRoad to ONE: 5th Sexyama Editionで、グラップリングマッチを戦った試合後のマイクで主催者の秋山に対し「オイ、お前何で（試合を）断ったんだよ。笑いごとじゃないんだよ、何とか言えよ！嘘を付くんじゃねぇよ！何とか言えよこの虚構野郎！」と直接問いかけた。秋山は「断った理由として筋肉を断裂して……」と言うと即座に青木は「だから何だよ。2カ月あればやればいいじゃないか。お前の言うことは正論だろ。お前がやる気あるならやれよ、『格闘技を盛り上げる』なんて綺麗事で、ONEと一緒だよ。オメエに覚悟あるんだったらなやってみろよ」と否定。秋山は「もちろんやらないという選択肢はないんだ。当たり前のようにやるつもりでいるし。まあ、待ってろよ」と答えると、青木は「はっきり言ってやるよ。オマエにそんな時間ないんだよ」と答えた。
2022年2月24日、2人の対戦が正式発表された。
2022年3月26日、ONE Xにて秋山戦が実現し、2R 1分50秒パウンドでのTKO負けを喫した。

## 書籍
- 青木真也の総合格闘技入門（ベースボール・マガジン社 2009年4月1日） ISBN 978-4583101507

- 青木真也の柔道＆柔術入門（晋遊舎 2013年2月23日）ISBN 978-4-86391-746-0
- 空気を読んではいけない（幻冬舎 2016年9月8日） ISBN 978-4344029989
- 人間白帯 青木真也が嫌われる理由（幻冬舎 2017年2月24日）
- ストロング本能 人生を後悔しない「自分だけのものさし」（KADOKAWA 2019年2月20日） ISBN 978-4046041159
- 距離思考 曖昧な関係で生きる方法（徳間書店 2020年7月1日) ISBN 978-4198650858

## DVD
- 跳関十段 青木真也（2006年3月18日）
- 跳関十段 青木真也 2（2008年2月20日）
- 跳関十段 青木真也 3（2010年3月20日）